# Jake La Furia
Jake La Furia, de son vrai nom Francesco Vigorelli, né le 25 février 1979 à Milan, en Lombardie, est un rappeur, producteur et disc jockey italien. Il est également membre et fondateur des groupes et collectif Sacre Scuole, Club Dogo et Dogo Gang, respectivement.

## Biographie

### Sacre Scuole
Fils de Giampietro Vigorelli, directeur artistique à l'agence D'Adda Lorenzini Vigorelli BBDO, Francesco entre en contact avec la culture hip-hop à travers l'écriture aux alentours de 1993. Son surnom s'inspire de son premier graffiti, soit Fame. Un peu plus tard, il se consacre au MCing, devenant l'un des plus connus de la région de Milan. Avec ses partenaires Gué Pequeno et Dargen D'Amico, il forme Sacre Scuole et s'implique dans des albums et mixtapes d'artistes tels que Chief, Solo Zippo, ATPC et Prodigio. 
En 1999, il publie le premier album du groupe, 3 MC's al cubo, dont le producteur exécutif est Chief. En 2001, les divergences entre lui et Dargen D'Amico mènent à la séparation du groupe : Jake et Gué Pequeno formeront avec Don Joe  le groupe Club Dogo, et Dargen se consacre à une carrière solo.

### Club Dogo
Avec son nouveau groupe, Vigorelli change son nom de scène Fame en Jake La Furia, en hommage au personnage Jake the Muss (Jake « La Furia ») du film Once Were Warriors - Una volta erano guerrieri. Son premier album commun s'intitule Mi fist publié en 2003 au label MiResidenza Entertainment. L'album est nommé meilleur disque de rap au MC Giaime de 2004. En 2006 sort leur second album, Penna capitale, puis, en 2007, l'album Vile denaro, le premier du genre chez la major EMI. Le 5 juin 2012 sort Noi siamo il club, le sixième album du Dogo, précédé par le single Cattivi esempi le 24 avril sur la chaîne YouTube officielle du groupe et en téléchargement sur iTunes. Le groupe collabore par la suite sur l'album Hanno ucciso l'Uomo Ragno 2012 de Max Pezzali (2012).

### Carrière solo
Dans une entrevue avec le périodique Panorama, Jake La Furia annonce deux nouveaux projets, un premier album en solo, ainsi qu'un album commun avec un artiste dont il ne cite aucun nom. Le 10 septembre 2013 il publie sur YouTube le clip de sa chanson Musica commerciale, précédant son album homonyme prévu pour le 29 octobre la même année. Dix jours plus tard, il publie le single Inno nazionale sur l'iTunes Store. Musica commerciale atteint la deuxième place des classements musicaux italiens, et est plus tard certifié disque d'or avec 25 000 exemplaires vendus.
Le 7 mars 2016, le rapper annonce la publication du single El Chapo, en téléchargement payant.

## Discographie

### Albums studio
- 2013 – Musica commerciale
- 2016 – Fuori da qui
- 2022 - Ferro del mestiere

### Albums collaboratifs
- 1999 – 3 MC's al cubo (avec Sacre Scuole)
- 2003 – Mi fist (avec le Club Dogo)
- 2004 – PMC VS Club Dogo - The Official Mixtape (avec le Dogo Gang)
- 2005 – Roccia Music Vol. 1 (avec le Dogo Gang)
- 2006 – Penna capitale (avec le Club Dogo)
- 2007 – Vile denaro (avec le Club Dogo)
- 2008 – Benvenuti nella giungla (avec le Dogo Gang)
- 2009 – Dogocrazia (avec le Club Dogo)
- 2010 – Che bello essere noi (avec le Club Dogo)
- 2012 – Noi siamo il club (avec le Club Dogo)
- 2014 – Non siamo più quelli di Mi fist (avec le Club Dogo)
- 2020 –  17 ( Avec Emis Killa)

### Apparitions
- 1999 – Zippo feat. Jake La Furia & Gué Pequeno – Non tutto è oro (sur l'album La mia strada)
- 2004 – Vacca feat. Jake La Furia – V.I.P.I.M.P. (sur l'album VH)
- 2004 – Bassi Maestro feat. Jake La Furia & Don Joe – La mia crew è (sur la mixtape The Remedy Tape)
- 2005 – Gué Pequeno feat. Vincenzo da Via Anfossi, Marracash e Jake La Furia – Boss! (sur l'album Hashishinz Sound Vol. 1)
- 2005 – OneMic feat. Jake La Furia – Never Give Up (sur l'album Sotto la cintura)
- 2006 – Chief feat. Jake La Furia e Entics – Problemz (sur l'album Crash Test Compilation Vol. 1)
- 2006 – Gué Pequeno & DJ Harsh feat. Big P e Jake La Furia – Seconda famiglia (sur la mixstape  Fastlife Mixtape Vol. 1)
- 2006 – Rischio feat. Vincenzo da Via Anfossi, Marracash e Jake La Furia – Il giustiziere della notte (sur l'album Reloaded - Lo spettacolo è finito Pt. 2)
- 2007 – Metal Carter feat. Jake La Furia – Hardcore Pt. 2 (sur l'album Cosa avete fatto a Metal Carter?)
- 2008 – Marracash feat. Jake La Furia e Vincenzo da Via Anfossi – Quello che deve arrivare - Arriva arriva (sur l'album Marracash)
- 2008 – Aban feat. Jake La Furia – Lettera a uno sbirro (sur l'album  La bella Italia)
- 2008 – Big Aim e Yaky feat. Jake La Furia & Inoki – Per me va bene (sur l'album Hagakure)
- 2008 – Sgarra feat. Jake La Furia & Vincenzo da Via Anfossi – Sub Zero (sur l'album Disco imperiale)
- 2008 – Sgarra feat. Jake La Furia & Ted Bundy – Slang (sur l'album Disco imperiale)
- 2009 – DJ Fede feat. Jake La Furia & Ted Bundy – Audience (sur l'album Original Flavour)
- 2009 – Bonnot feat. Jake La Furia & Nitto – Uragano (sur l'album Intergalactic Arena)
- 2010 – Rischio feat. Royal Mehdi, Jake La Furia & Luchè – Nelle vene/stesso sangue (sur l'album Sogni d'oro)
- 2010 – Aban feat. Jake La Furia – La roulette (sur l'album Nessun rimorso)
- 2010 – Co' Sang feat. Jake La Furia, Marracash & O'lank – Mi piace (sur la mixtape Poesia cruda Mixtape Vol. 1)
- 2010 – Emis Killa feat. Jake La Furia – Milano male (sur Champagne e spine)
- 2010 – Exo feat. Emis Killa, Daniele Vit, Ensi, Luchè, Surfa, Vacca & Jake la Furia – Fino alla fine
- 2011 – Ted Bundy feat. Jake La Furia – Bastardi senza gloria (sur l'album Centodieci e lode)
- 2011 – Gué Pequeno feat. Entics, Ensi, 'Nto, Marracash, Jake La Furia & Nex Cassel – Big! (sur l'album Il ragazzo d'oro)
- 2011 – Jake La Furia feat. Ensi e Marciano – 100 K (remix Barracruda Mixtape Vol II)
- 2011 – Don Joe & Shablo feat. Jake La Furia & Nex Cassel – La guerra dei poveri (sur l'album Thori & Rocce)
- 2011 – Marracash feat. Fabri Fibra & Jake La Furia – Quando sarò morto (sur l'album King del rap)
- 2011 – J-Ax feat. Jake La Furia – Reci-divo (sur l'album Meglio prima (?))
- 2011 – Rasty Kilo feat. Jake La Furia & RapCore – Occhi della tigre (da Scandalo)
- 2012 – Franco Ricciardi feat. Jake La Furia e Ivan Granatino – Made in Italy (sur Mixtape (EP))
- 2012 – Gué Pequeno feat. Nto' & Jake La Furia – Scrocchia-Rapper (sur la mixtape Fastlife Mixtape Vol. 3)
- 2012 – Fedez feat. Jake La Furia – Il cemento non è un fiore (sur l'album Il mio primo disco da venduto)
- 2013 – Aban feat. Jake La Furia – Bounce (sur l'album Ordinaria follia - The Good Side)
- 2013 – Gué Pequeno feat. Jake La Furia – Easy Boy (sur l'album Bravo ragazzo)
- 2014 – Deleterio feat. Marracash, Luchè, Jake La Furia – Ciao (sur l'album Dadaismo)
- 2014 – Gemitaiz & MadMan feat. Jake La Furia - Eutanasia (sur l'album Kepler)
- 2015 – Emis Killa feat. Jake La Furia - Di tutti i colori (sur l'album Keta Music Vol. 2)
- 2015 – MadMan feat. Jake La Furia - Top player (sur l'album Doppleganger)

## Filmographie
- 2007 - Mucchio selvaggio
- 2008 - 5 EURO
- 2012 - I 2 soliti idioti, réalisé par [nrico Lando - (Ruolo: Se stesso)